# Gerânio
O termo Gerânio refere-se, de uma forma geral, a um grupo de ervas e pequenos arbustos dos gêneros Geranium e Pelargonium (os membros de Pelargonium são também popularmente chamados sardinheiras) , da família das geraniáceas, que reúne cerca de 300 espécies, muitas nativas de regiões temperadas e tropicais de altitude, das quais várias são cultivadas como ornamentais ou para extração de tanino e tinturas.

## Imagens

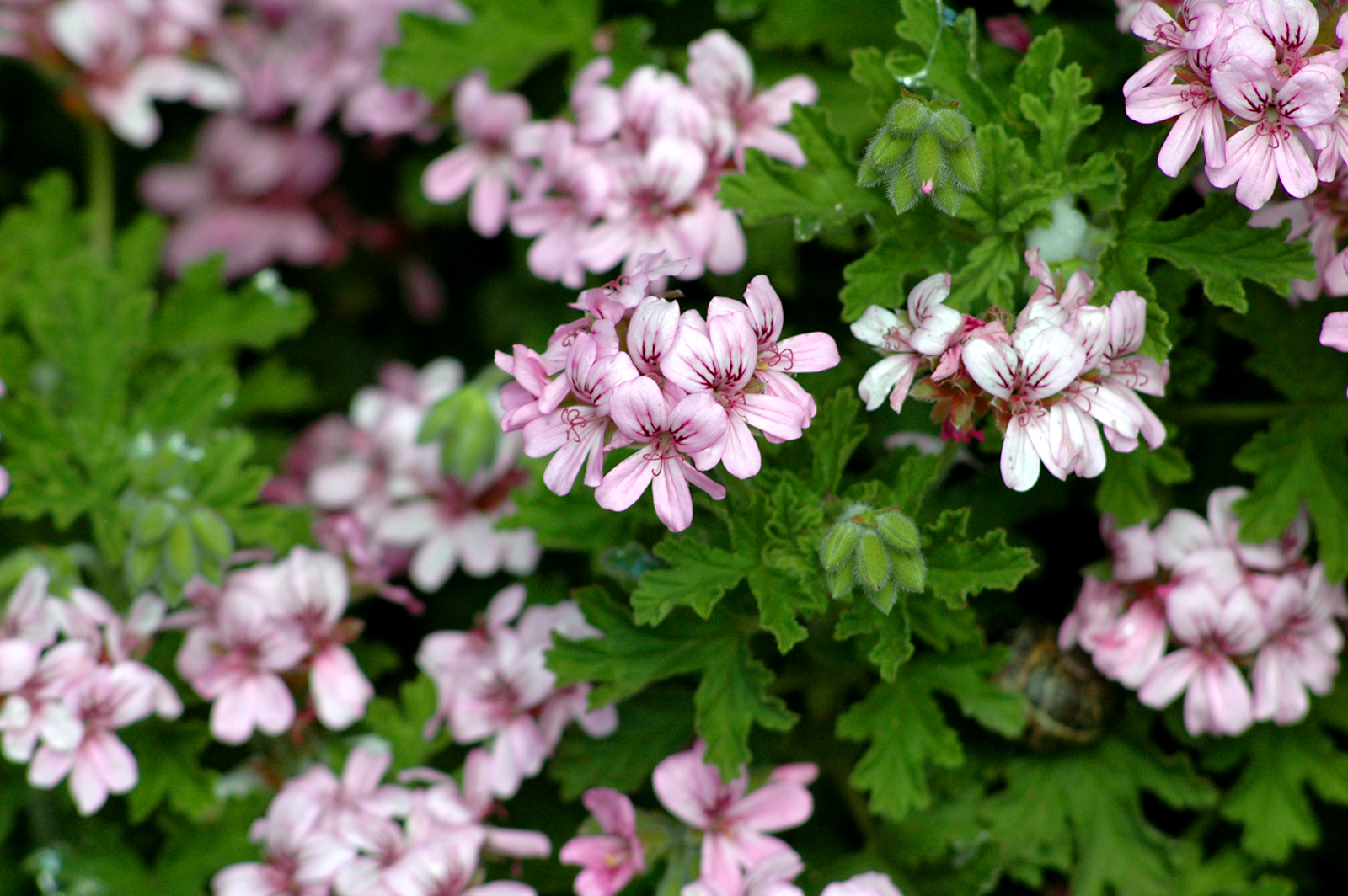
Pelargonium graveolens
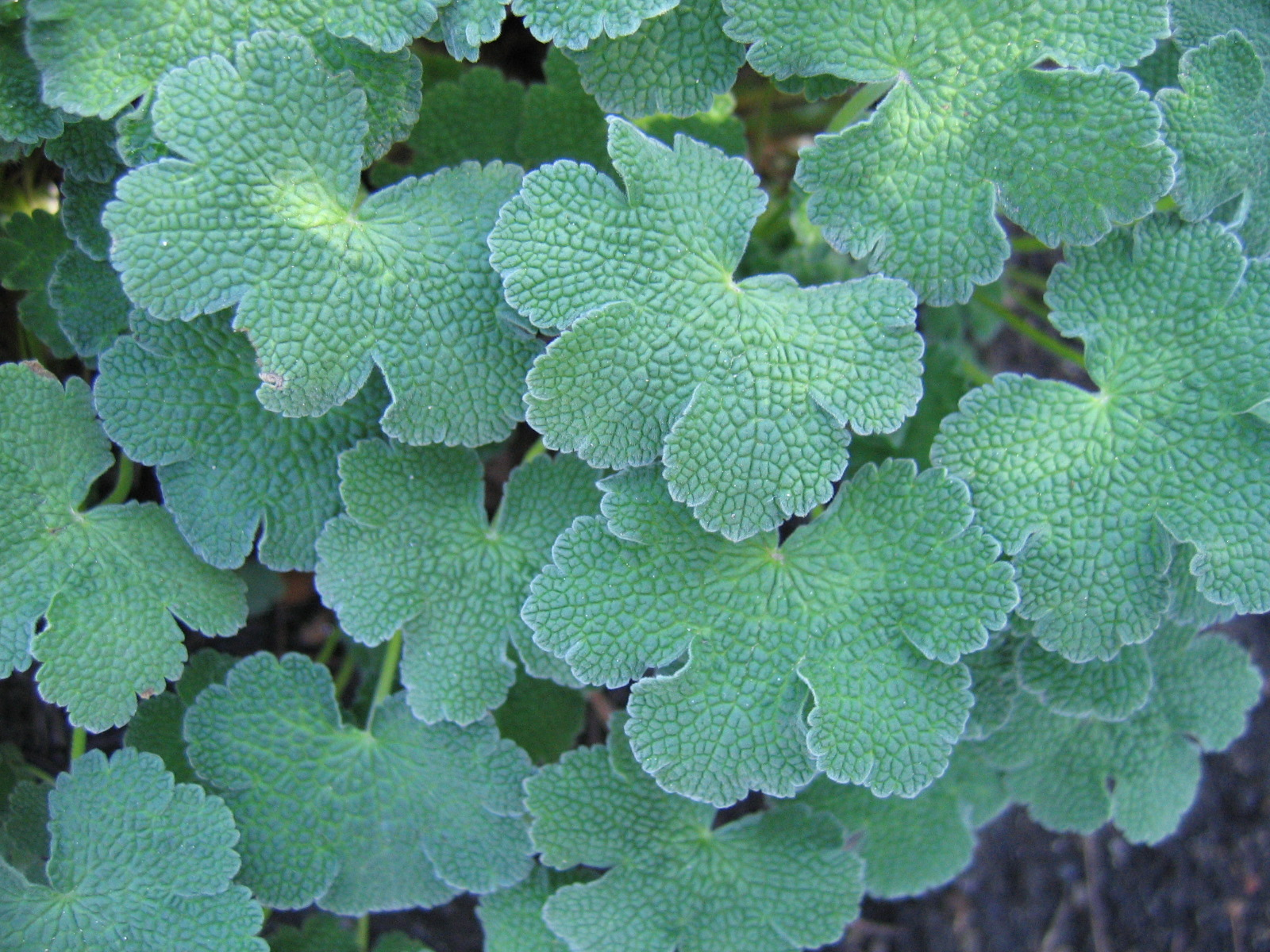
Geranium renardii